# Peveranza
Peveranza (Peverònsa in dialetto locale), è un piccolo borgo diventato nel XIX secolo frazione del comune di Cairate in provincia di Varese.

## Geografia fisica
Sorta sul guado del torrente Tenore, Peveranza è sita tra Bolladello e Cairate.

## Geografia antropica

### Urbanistica
Presenta una struttura urbanistica peculiare all'intersezione di due corsi d'acqua, il torrente Tenore e il suo affluente Riale. L'agglomerato urbano ha cominciato a svilupparsi oltre solo dagli anni sessanta e il nucleo è ancora caratterizzato da abitazioni contadine. L'unica chiesa del paese è intitolata a Santa Maria Assunta. 

## Storia

### Medioevo
Il primo documento che attesta Peveranza è del 721, in epoca longobarda, e cita un certo Toto de Peperantzo, cittadino longobardo proveniente da Seprio. Il toponimo mutò in Piverantum, Preveranza, Peveranzo, Penaranzio, Piperantio fino a consolidarsi con Peveranza. La toponomastica locale confermare la presenza longobarda: una strada di campagna era detta fin al XIX secolo Pissavacca che, nell'antico germanico, significa "far la guardia".
Il paese fu probabilmente ideato come fortificazione difensiva posta sulla via pedemontana, a pochi chilometri da Castel Seprio, con gruppi di cortili, addossati tra loro per accentuare il carattere difensivo, circondati dai due corsi d'acqua a formare un castello rurale. Inoltre, la tradizione locale indicherebbe la presenza in antico di un monastero degli umiliati antistante la chiesa parrocchiale.

### Età moderna
Peveranza seguì le vicende del Seprio e del Ducato di Milano. Durante la dominazione spagnola la chiesa di Santa Maria Assunta cadde sotto lo juspatronato dei Castiglioni, proprietari di terreni in paese. Il primo parroco di cui si è a conoscenza è Giovanni Crosta che occuperà questa funzione dal 1565 al 1612, seguito da altri prelati i cui cognomi, quali Galli e Montalbetti, denotano la provenienza dal territorio circostante e dal centro storico.
La presenza di questi cognomi, insieme a pochi altri, nei censimenti spagnoli e austriaci che si susseguiranno nel XVIII secolo denotano una scarsa dinamicità della popolazione: 185 abitanti nel 1751, 257 residenti nel 1805, 470 abitanti nel 1853, 459 nel 1861. A questa va aggiunta un'inconsistente evoluzione edilizia: il paese, lontano dalle vie di comunicazione, non si sviluppò fino alla seconda metà del Novecento.

### Età contemporanea
Nel 1809 arrivò la prima soppressione dell'autonomia comunale per annessione a Bolladello, cambiata con quella a Gorla Minore nel 1811, prima della restaurazione nel 1816. Nel 1869 Peveranza diventa una frazione del comune di Cairate, nel 1878 è distrutta per metà da un incendio. Nei primi anni del Novecento le uniche alternative al lavoro nei campi sono la fornace per laterizi e la tessitura Carnelli; solo nel secondo dopoguerra sul territorio si installeranno officine metalmeccaniche, tessiture e ricamifici che faranno crescere il tenore di vita degli abitanti del borgo e lo faranno espandere demograficamente.
La parrocchia venne messa in unità pastorale con quella Bolladello. Nel febbraio 2007 l'unità pastorale comprese infine Peveranza, Bolladello e Cairate.